# Polihierax semitorquatus
El halconcito africano (Polihierax semitorquatus) es una especie de ave falconiforme de la familia Falconidae nativa de África oriental y meridional. Es el ave rapaz más pequeña del continente.

## Descripción
Es un ave pequeña con una longitud de unos 20 cm. La parte inferior de su cuerpo y la cabeza son de color blanco, mientras que la parte superior es de color gris. Las hembras tienen la espalda marrón. La cola y las plumas de vuelo son de color negro y blanco a rayas. El vuelo es bajo y ondulante. 
Por el tamaño el patrón y el hábito de posarse en posición vertical sobre una rama expuesta o copas de los árboles, esta especie se asemeja a algunos alcaudones.

## Distribución y hábitat
Su hábitat natural  son las zonas semiáridas con poca vegetación y árboles dispersos. En el este de África esta especie se encuentra en el sur de Etiopía, Somalia, Kenia, Uganda y el noreste, norte y centro de Tanzania. En el sur de África su rango va desde el sur de Angola, Namibia, el suroeste Botsuana, hasta el norte de Sudáfrica. La gama de esta especie se estima en 2,7 millones de km², y la población total se estima entre 100 000 y 1 millón de aves.

## Comportamiento
Se alimenta de insectos, pequeños reptiles y mamíferos, a veces incluso de pequeños pájaros atrapados en vuelo.
En el este de África la especie vive en los nidos de pájaros tejedores (Dinemellia dinemelli), incluso si los nidos están todavía en uso. En  el sur de África vive junto al tejedor republicano (Philetairus socius). Aunque es un ave de presa rara vez agrede a sus anfitriones.

## Subespecies
Esta ave tiene dos subespecies reconocidas:
- Polihierax semitorquatus castanonotus (Heuglin, 1860)
- Polihierax semitorquatus semitorquatus (A. Smith, 1836)